# Equinix
 (octobre 2014).
Si vous disposez d'ouvrages ou d'articles de référence ou si vous connaissez des sites web de qualité traitant du thème abordé ici, merci de compléter l'article en donnant les références utiles à sa vérifiabilité et en les liant à la section « Notes et références ».
Equinix Inc (NASDAQ : EQIX) est une entreprise de centres de données. Elle est présente dans 30 pays, avec plus de 248 datacenters. Le périmètre d'activité d’Equinix comporte des services d'hébergement, de connectivité et de support.

## Histoire
Equinix a été créé en 1998 par Al Avery et Jay Adelson, deux managers de Digital Equipment Corporation. Equinix a survécu à l'éclatement de la bulle Internet et en a tiré profit en rachetant à bon prix des actifs de sociétés défaillantes. Equinix a été introduite en bourse en 2000.
En 2007, la société rachète IXEurope pour 500 millions de dollars.
En mai 2015, Equinix acquiert TelecityGroup pour 2,3 milliards de livres.
En décembre 2016, Verizon annonce la vente de ses 29 datacenters à Equinix pour 3,6 milliards de dollars.
En décembre 2017, Equinix achète (pour 791 millions de dollars) Metronode, une entreprise australienne de data-center, qui appartenait au Régime de retraite des enseignantes et des enseignants de l'Ontario.
Equinix a des besoins croissants en électricité, qui devrait encore croître avec le développement des intelligences artificielles, de la 5G, de l'IoT, etc. Pour y répondre, comme Microsoft et Open AI, elle pourrait se tourner vers les petits réacteurs nucléaires modulaires (SMR), comme le montre des contrats de plusieurs millions de dollars signés avec l'entreprise californienne Oklo Inc. qui travaille sur un projet de SMR où le fluide caloporteur primaire est du sodium en fusion.

## Principaux actionnaires
Au 5 février 2020:
| The Vanguard Group                                    | 12,8% |
| Edgewood Management                                   | 4,31% |
| Cohen & Steers Capital Management                     | 4,07% |
| SSgA Funds Management                                 | 4,07% |
| JANA Partners                                         | 3,60% |
| Capital Research & Management World Investors         | 3,51% |
| Fidelity Management & Research                        | 3,09% |
| Capital Research & Management International Investors | 2,92% |
| BlackRock Fund Advisors                               | 2,52% |
| SCP III                                               | 2,28% |

## Data centers européens
- France[9] - (11 sites) Paris Saint-Denis x4, Paris Pantin x2, Paris Aubervilliers x2, Paris Courbevoie, Paris Meudon, Bordeaux Bruges
- Allemagne - (6 sites) 3 à Francfort-sur-le-Main (City, North, Morfelden), 2 à Munich, Düsseldorf,
- Pays-Bas - (3 sites) Amsterdam, Enschede et Zwolle
- Suisse - (6 sites) 4 à Zurich[10] et 2 à Genève
- Royaume-Uni - (5 sites) 5 à Londres (City, West, Park Royal, Slough(2))

## Data centers des États-Unis et du Canada
- Ashburn (Virginie) (3 sites)
- Atlanta (Géorgie) (3 sites)
- Boston (Massachusetts)
- Buffalo (New York)
- Chicago (Illinois) (3 sites)
- Cleveland (Ohio)
- Dallas (Texas) (3 sites)
- Denver (Colorado)
- Détroit (Michigan)
- Indianapolis (Indiana)
- Los Angeles (Californie) (4 sites)
- Miami (Floride) (2 sites)
- Nashville (Tennessee)
- New York City Metro Area (3 sites)
- North Bergen (New Jersey)
- Philadelphie (Pennsylvanie) (2 sites)
- Phoenix (Arizona)
- Pittsburgh (Pennsylvanie)
- Seattle (Washington) (2 sites)
- Silicon Valley (Californie) (3 sites : Palo Alto, San José, Sunnyvale)
- Saint-Louis (Missouri)
- Tampa (Floride)
- Toronto (Canada)

## Data centers d'Asie-Pacifique
- Hong Kong (Chine)
- Singapour
- Tokyo (Japon) (2 sites)
- Sydney (Australie) (2 sites)

## Data centers d'Amérique du Sud
- Brésil - (3 sites) 2 à São Paulo et 1 à Rio de Janeiro